# Frederik Christopher Lütken
Frederik Christopher Lütken (27. april 1698 – 1. februar 1784) var en dansk søofficer, økonomisk og religiøs forfatter.

## Uddannelse og flådekarriere
Han var søn af Joachim Lütken, kornet ved Garden til hest, senere regimentsskriver, (født 1664 død 1743) og Margrethe Elisabeth født Bilefeld (født 1669 død 1754), blev 1709 søkadet. Som sådan tog han del i Den Store Nordiske Krigs søbegivenheder, var 1712 under admiral Sehested med ved dennes operationer i farvandene omkring Rügen, 1715 under Peter Raben i søslaget ved Jasmund.
1716 udnævntes han til månedsløjtnant og gjorde herefter i nogle år tjeneste på hovedflåden. 1719 deltog han under Tordenskjold i dennes angreb på Ny Elfsborg og Gøteborg. I slutningen af samme år forfremmedes han til sekondløjtnant, studerede nogle år filosofi og fysik, blev 1723 premierløjtnant og gjorde et par år senere et togt med en fregat, hvor han, som han selv siger, lærte at spille fløjte.
I de næstpåfølgende år studerede han på ny, men kom i denne fredsperiode for øvrigt ikke meget på togt. 1732 avancerede han til kaptajnløjtnant, 1733 til kaptajn. Det var ved denne tid, at Frederik Danneskiold-Samsøe stræbte at blive marinens øverste chef, et mål, han forfulgte med en vis hensynsløshed, som tidlig eller sent måtte bringe ham på spændt fod med forskellige af søetatens mere fremragende personer. Da Danneskjold over for Christian 6. havde påtalt en del formentlige misbrug, fremkomne ved den ellers så fortjenstfulde fabrikmester Knud Nielsen Benstrups bygning af visse orlogsskibe, blev en kommission 1734 nedsat for nærmere at undersøge sagen.
Blandt medlemmerne, der væsentligst bestode af Benstrups modstandere, fik kommandørkapitajn Adam Frederik Lützow og Lütken også sæde. Disse 2 nægtede sluttelig at underskrive kommissionens indstilling, Lütken fremkom endogså med et særskilt indlæg, hvori han varmt forsvarede Benstrup, som utvivlsomt i det omhandlede spørgsmål havde ret. For at komme til klarhed over sagen lod kongen kommissionen kalde for sig, og ved denne lejlighed tog Lütken på en så djærv måde ordet, at han derved pådrog sig kongens unåde og Danneskjolds højeste vrede. For utilbørlig tale over for regenten, og fordi han skulle have overskredet sin kompetence i kommissionen, nedsattes derefter en ret, der uden at forhøre Lütken dømte denne til at have sin stilling forbrudt. Det synes, som om Christian 6. en tid har vaklet i sin beslutning, men sluttelig sejrede dog Danneskjolds indflydelse, og 1737 fik Lütken afsked uden pension.
Først senere – væsentlig ved hofpræst Christopher Bluhmes hjælp – modtog han en ringe pension og endelig (1739) en ansættelse som kontrollør ved translationen i Øresunds Toldkammer i Helsingør.
Som sådan levede Lütken, indtil han 1777 efter ansøgning fik sin afsked. Han døde i Helsingør.
Lütken, der blev adlet 1780, var gift 1. (1729) med Cornelia født Siewers (fra Rusland), død 17. juni 1745; 2. (1746) med Anna Cathrine født Riis (med antaget navn Stibolt), død 15. marts 1781.

## Økonomisk forfatter
Frederik Christopher Lütken er optrådt som økonomisk forfatter med en samling Økonomiske Tanker til højere Eftertanke I-IX (1755-61), frimodige og friske udtalelser, som ikke er slupne helt ubeskårne fra censuren. Han kommer deri ind på mange forskellige emner, som var oppe i tiden. I modsætning til sin bror Otto Diderik Lütken, der overgår ham i tankens klarhed, hævder han betydningen af en stor folkemængde, men har for så vidt frigjort sig for merkantilismen, som han indser, at det ikke er guld og sølv, der beriger et land, men "Arbejde og Mennesker".
Han bekæmper også forestillingen om, at luksus er gavnlig for et land, når den kun gælder indenlandske varer; han anser luksus for skadelig, hvilket udspring varerne end har, og vil kun fremme de indenlandske produkters afsætning ved forøgelse af folkemængden, ikke ved overdådighed. Men i hele sin beskyttelsespolitik og sin frygt for, at pengene skulle strømme ud af landet, viser han sit slægtskab med merkantilisterne.
På fordelingen lægger han en særlig vægt. Den bør være så ligelig som muligt; han beklager, "at en flittig Arbejdsmand skal for Mangel af Brød være saa bange for Børn som for en Ulykke", og at der vises "Mangel paa Omsorg for at sætte friske forarmede til Arbejde".
En sædelig alvor går igennem alt, hvad han skriver; jvfr. således Om Bankerotter, Om Sandhed osv.

## Religiøs forfatter
Også som religiøs forfatter er Lütken optrådt. Han har bl.a. skrevet Hellige Opmuntringer i mødige og tankefulde Stunder (1764). Denne andagtsbog, der er udkommen i flere oplag, er særlig udarbejdet for hans nærmeste, men har ved sin enfoldige, jævne inderlighed sikkert haft ærinde til adskillige andre.